# Úlfilas
Úlfilas (em latim: "Ulfilas", "Vulfilas", "Gulfilas", "Ulphilas"; em gótico: 𐍅𐌿𐌻𐍆𐌹𐌻𐌰; romaniz.: Wulfila ("pequeno lobo"); em grego clássico: Οὐλφίλας, Οὐρφίλας; c. 311 – 383, Constantinopla) foi um godo ou meio-godo e meio-grego da Capadócia que viveu por algum tempo no Império Romano no auge da controvérsia ariana. Foi um bispo dos Godos.

## Biografia
Úlfilas foi ordenado bispo por Eusébio de Nicomédia e voltou para o seu povo para trabalhar como missionário. Em 348, para escapar da perseguição de um chefe godo (provavelmente Atanarico), foi autorizado por Constâncio II a migrar com seu rebanho de convertidos para a Mésia e se assentar perto de Nicópolis no Istro, no norte da moderna Bulgária. Lá, Úlfilas traduziu a Bíblia do grego para a língua gótica e, para isso, criou o alfabeto gótico. Fragmentos desta tradução sobreviveram, de forma mais notável no Códice Argênteo, que está desde 1648 na biblioteca da Universidade de Uppsala, na Suécia. Uma página em pergaminho desta Bíblia foi encontrada em 1971 na Catedral de Speyer.
De acordo com Carolus Lundius, Úlfilas criou o alfabeto gótico baseado no alfabeto dos getas, com poucas alterações. Ele está citando o livro de Boaventura Vulcânio, "De literis et lingua Getarum sive Gothorum"(Lyon, 1597) e Johannes Magnus Gothus, "Historia de omnibus Gothorum Sueonumque regibus" (Roma, 1554), uma obra na qual foi publicada, pela primeira vez, tanto o alfabeto gético quanto as leis do legislador geta Zamolxis.
Os pais de Úlfilas eram de origem anatólia não-goda, provavelmente capadócios, mas foram escravizados pelos godos e Úlfilas por ter nascido no cativeiro ou capturado ainda pequeno. Criado como um godo, tornou-se depois proficiente no grego e no latim. Úlfilas converteu muitos godos pregando o cristianismo ariano, que fez com que, quando os godos chegaram ao Mediterrâneo ocidental, ficassem separados de seus vizinhos ortodoxos.

## Fontes históricas

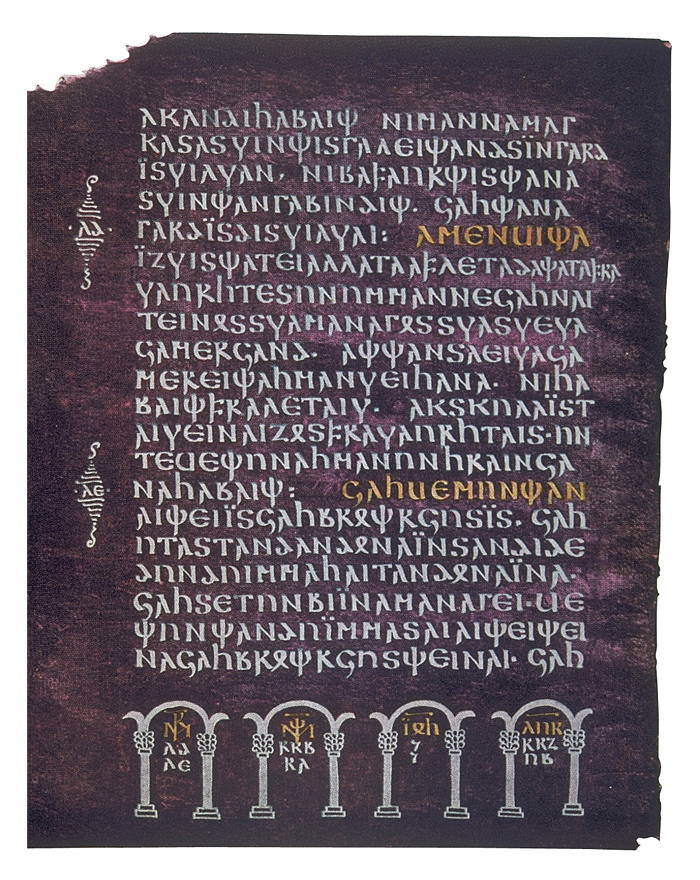
Fólio do Códice Argênteo, o mais importante manuscrito da Bíblia de Úlfilas.